# Convoglio verso l'ignoto
Convoglio verso l'ignoto (Action in the North Atlantic) è un film del 1943 diretto da Lloyd Bacon il quale a metà delle riprese abbandonò il set; la pellicola fu ultimata da Byron Haskin che non appare accreditato.

## Trama
In piena seconda guerra mondiale una nave statunitense viene attaccata da un sommergibile tedesco: la nave va a picco e molte sono le vittime ma il capitano Steve Jarvis si salva insieme al tenente Joe Rossi e a parte dell'equipaggio. I superstiti vengono recuperati da un'altra imbarcazione dopo 11 giorni passati in mezzo all'oceano su una scialuppa.
Gli stessi uomini si ritrovano poco dopo imbarcati su una nave diretta a Murmansk; presto anche questa rimane isolata a causa dei pesanti attacchi tedeschi ma anche grazie all'aiuto degli aerei russi il convoglio riesce ad arrivare a destinazione.

## Riconoscimenti
Premio oscar 1944 - Nomination per la miglior sceneggiatura originale a Guy Gilpatric.